# Helen Dodson Prince
Helen Dodson Prince (31 de dezembro de 1905 – 4 de fevereiro de 2002) foi uma astrônoma, pioneira no trabalho em explosões solares na Universidade de Michigan.

## Início da Vida e Educação
Helen Prince (nascida Dodson) nasceu em Baltimore, Maryland em 31 de dezembro de 1905 de Helen Walter e Henry Clay Dodson. Qualificada, tanto em física quanto em matemática, Helen Prince recebeu uma bolsa de estudos integral para estudar matemática no Goucher College, onde recebeu um diploma de Bacharel em Artes em 1927. Durante sua graduação, ela foi influenciada pelo professor Florence P. Lewis para estudar astronomia. Helen continuou na escola de pós-graduação na Universidade de Michigan, onde recebeu o grau de mestre em 1932 e seu doutoramento Em 1934, também me astronomia. A tese de doutorado de Prince intitulava-se "Um Estudo do Espectro de 25 Orionis".

## Carreira e conquistas
Helen serviu como assistente do professor de astronomia na Wellesley College, de 1933-1945. Passou os verões de 1934 e 1935, a Observatório Maria Mitchell, onde continuou a estudar a espectroscopia de Orionis 25. Suas descobertas mais tarde viriam a ser publicadas no Jornal de Astrofísica. Durante os verões de 1938 e 1939, o interesse de Helen na atividade solar tornou-se proeminente ao pesquisar no Observatório de Paris. Entre 1943 e 1945, Helen trabalhou no Laboratório de Radiação do Instituto de Tecnologia de Massachusetts, onde ela fez contribuições significativas para o estudo de radar. Após a Segunda Guerra Mundial ela voltou para o Goucher College, onde foi professora de astronomia, de 1945 a 1950. Helen começou sua pesquisa no Observatório McMath–Hulbert, em 1947, e, eventualmente, deixou o MIT para se tornar sócia-diretora, bem como para ser professora de astronomia, em Michigan.
Helen Prince ganhou o reconhecimento Dean Van Meter de Goucher, em 1932, e recebeu o Prêmio de Astronomia Annie Jump Cannon, em 1954. Em 1974, recebeu o Faculty Distinguished Achievement Award da Universidade de Michigan. Ao longo de sua carreira, Dodson publicou mais de 130 artigos de jornal, principalmente sobre explosões solares.